# Mgandu
Mgandu ist ein Verwaltungsbezirk (englisch Ward) des Distrikts Itigi in der tansanischen Region Singida.

## Geografie
Mgandu ist ein Bezirk im nördlichen Zentralteil von Tansania etwa 50 Kilometer Luftlinie südwestlich der Distrikthauptstadt Itigi. Das Gelände ist flach hügelig mit einzelnen Inselbergen und saisonalen Flüssen. Bei der Volkszählung 2022 lebten 26.887 Menschen in 4436 Haushalten auf einer Fläche von 1430 Quadratkilometern.
Der Bezirk grenzt im Norden an den Distrikt Uyui, im Westen den Distrikt Sikonge in der Region Tabora und sonst an Bezirke des Distrikts Itigi:
| Usunga         | Tura                                        |          |
| Kipanga Kipili | Kompassrose, die auf Nachbargemeinden zeigt | Kitaraka |
| Mitundu        | Rungwa-Wildreservat                         |          |

## Gliederung
Der Bezirk besteht aus vier Gemeinden (swahili Mtaa) mit 18 Orten (Kitongoji):
| Kayui - Ukimbu - Kilulumo - Ng'ongosolo - Uswesanoni | Chabutwa - Chabutwa - Misomo - Misuu - Matagata | Itagata - Utemini - Milembe - Majengo - Mhesi - Mwakitanda - Batala | Lulanga - Lulanga Juu - Lulanga Chini - Mirumbi - Batala |

## Infrastruktur
- Bildung: Die Mgandu Secondary School ist eine staatliche weiterführende Tagesschule, die Jugendliche bis zur 4. Stufe ausbildet.[9]
- Gesundheit: In den Gemeinden Kayui,[10] Itagata[11] und Lulanga[12] gibt es je eine staatliche Apotheke.